# Luchtaanvallen op München

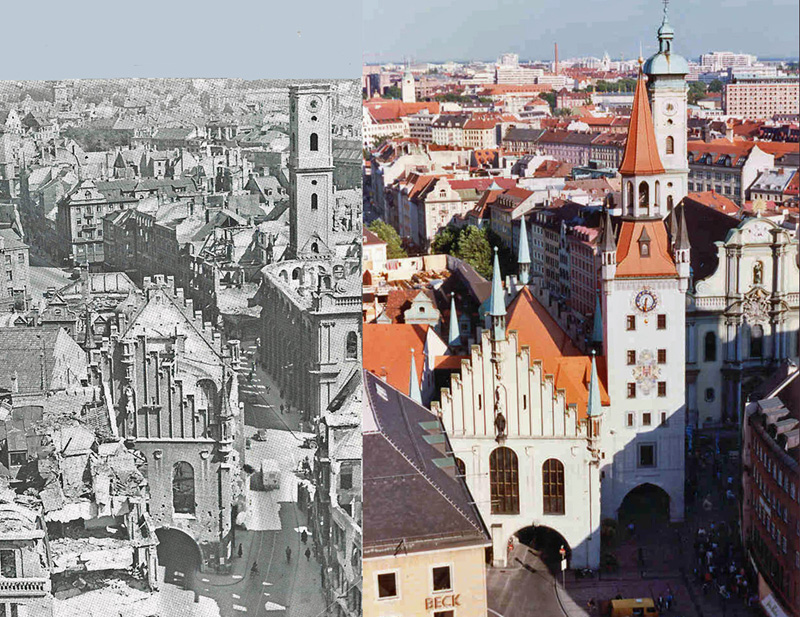
München net na WO II (links) en de herbouw (rechts, foto 1989)

Bij de luchtaanvallen op München tijdens de Tweede Wereldoorlog werd de stad zwaar verwoest. De in totaal 74 geallieerde luchtaanvallen op de stad eisten van 6632 inwoners het leven, het aantal gewonde inwoners bedroeg 15.800. De meest verschrikkelijke uitwerking hadden de Britse luchtaanvallen in het kader van de Area Bombing Directive, een op 14 februari 1942 afgegeven bevel aan de Royal Air Force om zich bij de inzet van bombardementen te concentreren op het breken van het moreel van de vijandige burgerbevolking en in het bijzonder de industriearbeiders. Op het stadsgebied van München werden circa 450 luchtmijnen, 61.000 vliegerbommen, 142.000 vloeistofbrandbommen en 3.316.000 staafbrandbommen afgeworpen. 

## Schade
Het zwaarst getroffen werd de historische binnenstad van München: 90% ervan werd vernietigd tegen 50% van de totale stad. Door de geallieerde luchtaanvallen raakten in totaal circa 300.000 inwoners dakloos. Van het woningbestand waren ± 81.500 woningen gedeeltelijk, dan wel geheel, verwoest. Ook tegenwoordig worden er bij bouwwerkzaamheden nog regelmatig blindgangers gevonden. Op 27 augustus 2012 ontstond er als gevolg van een gecontroleerde ontploffing van een gevonden bom tijdens sloopwerk een schade die in de miljoenen liep. 

## Selectie luchtaanvallen
| Datum         | Zwaartepunten          | Slachtoffers | Aantal bommenwerpers                                            | Afgeworpen bommen | Opmerkingen |
| ------------- | ---------------------- | ------------ | --------------------------------------------------------------- | ----------------- | --- |
| 04.06.1940    | binnenstad             |              | onbekend aantal Britse bommenwerpers                            |                   | eerste luchtaanval |
| 19.09.1942    | binnenstad             | 30 doden     | 89 Britse bommenwerpers                                         | 168 ton           | |
| 21.12.1942    | binnenstad             |              | onbekend aantal Britse bommenwerpers                            |                   | nachtelijke aanval |
| 09.03.1943    | binnenstad             |              | 217 Britse bommenwerpers                                        | 567 ton           | |
| 06.09.1943    | binnenstad             |              | 365 Britse bommenwerpers                                        | 1020 ton          | |
| 02.10.1943    | binnenstad             |              | 273 Britse bommenwerpers                                        | 958 ton           | |
| 18.03.1944    | binnenstad             |              | onbekend aantal bommenwerpers van de Amerikaanse 8e luchtvloot  |                   | |
| 24/25.04.1944 |                        | 136 doden    | onbekend aantal bommenwerpers                                   |                   | 70.000 mensen raken dakloos, dramatische schade aan monumenten, waaronder ook de parlementsgebouwen, de residentie, het Odeon, de Burgerzaalkerk, de Heilige Geestkerk. |
| 09.06.1944    | binnenstad             |              | onbekend aantal bommenwerpers van de 15e Amerikaanse luchtvloot |                   | |
| 11.06.1944    | binnenstad             |              | 1115 bommenwerpers van de 8e Amerikaanse luchtvloot             |                   | |
| 13.07.1944    | binnenstad             |              | 1260 bommenwerpers van de 8e Amerikaanse luchtvloot             |                   | Verwoesting hoofdgebouw Ludwig-Maximilians-universiteit |
| 16.07.1944    | binnenstadt            |              | 1078 bommenwerpers van de 8e Amerikaanse luchtvloot             |                   | |
| 19.07.1944    | binnenstad             |              | 350 bommenwerpers van de 8e Amerikaanse luchtvloot              |                   | van 11 tot 19 juli 1944 in totaal 1471 doden en 200.000 daklozen |
| 17.12.1944    | historische binnenstad | 562 doden    | 180 Britse bommenwerpers                                        |                   | |
| 08.01.1945    | binnenstad             | 505 doden    | 597 Britse bommenwerpers                                        |                   | |
| 26.04.1945    | binnenstad             |              | onbekend aantal Amerikaanse bommenwerpers                       |                   | laatste luchtaanval |

## Afbeeldingen

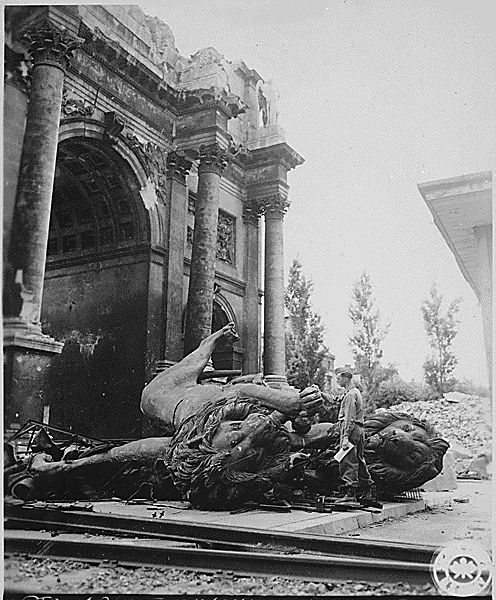
De verwoeste Siegestor
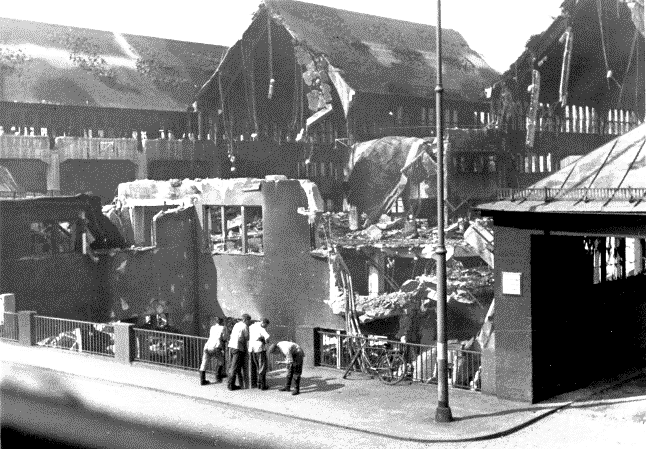
Vernietigde markthallen
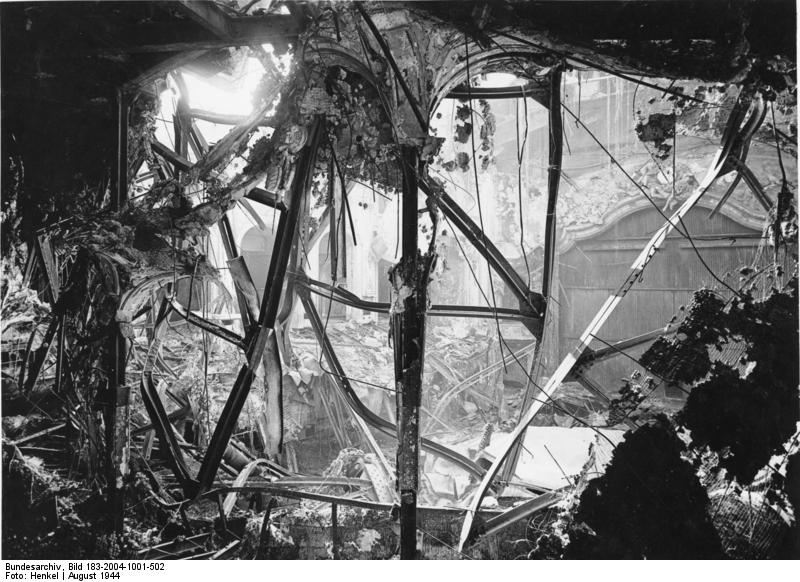
Het verwoeste theater
- Gecontroleerde ontploffing van een vliegerbom, 27 augustus 2012